# Heliga alliansen

Staterna som bildade Heliga Alliansen, med Europas gränser som de såg ut 1840.
----
Kejsardömet Österrike
Kungariket Preussen
Kejsardömet Ryssland

Heliga Alliansen var en allians som bildades av statsöverhuvudena för  Ryssland, Österrike och Preussen 1815 på initiativ av kejsare Alexander I av Ryssland. Alliansen fastställdes av de tre furstarna Alexander I, Frans I av Österrike och Fredrik Vilhelm III av Preussen i Paris den 26 september 1815. Den varmt religiöse Alexander ansåg att de europeiska härskarna borde styras av kristen barmhärtighet och önskan om fred. Furstarna förpliktade sig till att i den heliga treenighetens namn härska över sina folk som fäder och stödja varandra i denna uppgift. De allra flesta av Europas länder anslöt sig efter inbjudan 1816 till alliansen.
I senare tiders historieskrivning har det ifrågasatts om det verkligen var fråga om en allians i den militära bemärkelsen eller om det mer rörde sig om en principiell politisk förklaring från respektive statschef.
Begreppet "Heliga alliansen" används ibland felaktigt för det säkerhets- och allianssystem mot ny fransk expansion som byggdes upp under decennierna som följde på Wienkongressen och som hade sin grund i Chaumonttraktaten 1814, tillkommen på initiativ av den österrikiske utrikesministern furst Klemens von Metternich och kvadruppelalliansen från 1815. Efter tsar Alexanders död 1825 förlorade Heliga alliansen sin betydelse och upplöstes i praktiken.

## Traktatens innehåll
I den heliga alliansen, till vilken kejsare Alexander I med egen hand skrev utkastet, förklarades att 
| ” | den heliga religionens grundsatser, rättvisans, kärlekens och fredens grundsatser bör öva omedelbart inflytande på regenternas beslut och leda alla deras handlingar. | „ |

 Furstarna erkänner 
| ” | att den kristna nationen, av vilken de själva och deras folk är delar, inte har någon annan härskare än den, vilken ensam makten tillhör, d. v. s. Gud, vår gudomlige frälsare Jesus Kristus, livets ord. | „ |

Förenade genom en sann och oupplöslig broderlighets band och betraktande sig som landsmän, förband sig furstarna – med urkundens ord –att vid varje tillfälle och överallt ge varandra hjälp och bistånd; anseende sig i förhållande till sina undersåtar och sina krigsmakter som familjefäder, ska de styra dem i samma broderlighetens anda, varav de själva är eldade, för att skydda religionen, freden och rättvisan".

## Alliansens betydelse
Den heliga alliansen har sitt ursprung i den religiösa stämning, som fyllde Alexander I under och efter segrarna över Napoleon. Han ansåg sig vara det av försynen utvalda redskapet att slå ned revolutionens ondska och otro. Alexander I såg även sig själv som den som skulle återställa och trygga sann religiositet och verklig frihet bland folken. I detta syfte ville han förbinda sig närmast med bland annat Europas kristna statsöverhuvud. Österrikes och Preussens härskare skrev under förbundet för att inte gå emot Alexander, och inbjudningar till anslutning gick sedan ut sedan till statscheferna för alla europeiska stater – utom till påven och den osmanske sultanen.
Samtliga inbjudna anslöt sig, bland dem även Storbritanniens regent, prins Georg, utan att rådfråga parlamentet. Ett flertal av de parter som undertecknade alliansen saknade även sina ministrars kontrasignering (bekräftande underskrift). Båda de här omständigheterna kan anses visa att alliansen var mer av en principiell förklaring från statsöverhuvudena, snarare än en verklig politisk sammanslutning eller militär allians. I själva traktatet saknades det bestämmelser om vilka skyldigheter parterna hade motvarandra. Enligt en tolkning ville den ryska tsaren sluta samman huvudsakligen kristna länder för att stärka Rysslands utrikespolitik gentemot Osmanska riket.
För det folkliga medvetandet blev snart "den heliga alliansen" symbolen för den efter 1815  allmänna politiska reaktionen mot franska revolutionen och dess följder. Namnet har ibland använts i överförd bemärkelse på de stora konferenser med stormakternas furstar och statliga företrädare, vilka under de närmaste åren efter Wienkongressen sammanträdde för att ordna och reglera Europas förhållanden. Dessa konferenser hade dock lite att göra direkt med den heliga alliansen, utan de utgjorde snarare en fortsättning av det stormaktsförbund som under Napoleonkrigen slöts i Chaumont i mars 1814 mellan Ryssland, Österrike, Storbritannien och Preussen.

## Eftermäle
Senare under 1800-talet användes begreppet "heliga alliansen" även för andra överenskommelser eller allianser, exempelvis trekejsarförbundet som slöts mellan Ryssland, Tyskland och Österrike-Ungern i september 1873 - och som bekräftades med ett ytterligare avtal 1881 - kan sägas följa traditionen från den ursprungliga Heliga alliansen.